# Цицербита альпийская
Цицербита альпийская (лат. Cicerbita alpina) — вид травянистых растений рода Цицербита (Cicerbita) семейства Астровые (Asteraceae).

## Ботаническое описание
Многолетнее растение. Корневище 10 см длиной и диаметром 1 см. Стебель 50—100 см высотой, бороздчатый, полый, в нижней части снабжённый узкими пленчатыми волосками, далее голый или почти голый, в верхней части вновь обильно покрытый узкими пленчатыми, но уже железистыми волосками, часто коричневато-красными или фиолетовыми. Листья тонкие, сверху зелёные, к низу сероватые; нижние и средние стеблевые лировидно или лировидно-струговидно рассечённые, с крупным конечным треугольным или треугольнокопьевидным сегментом, с крылатым ушковидным полым стеблеобъемлющим черешком, по краю городчато-зубчатые, с мягкими шипиками на выступах; верхушечные сильно уменьшенные, от ланцетовидных до треугольных и узколинейных, при основании цветоносов и особенно на цветоносах редуцированные до чешуевидных. Корзинки большей частью 15—20 цветковые обратноусечённо-конические или почти цилиндрические, при плодах 15—20 мм высотой, расположенные в кистевидном или узком кистевидно-метельчатом общем соцветии на концах очень тонких, густо железисто опушенных цветоносов; листочки обёртки двухрядные, по спинке с пленчатыми и обычно железистыми волосками, нередко фиолетово окрашенные; венчики голубовато-фиолетовые или жёлтые. Семянки 3,5—4 мм длиной и около 1 мм шириной, продолговатые, всегда слегка сжатые, светло-коричневые, с многочисленными сильно выступающими продольными ребрышками, коротко опушенные или почти голые, у основания слегка суженные, на верхушке с весьма короткой и не глубокой перетяжкой, переходящей в широкий диск, несущий хохолок; наружный венец представлен очень короткими, густо расположенными волосками; внутренний круг состоит из довольно легко опадающих, не всегда одинаковых по длине, но примерно в 2 раза превышающих в длину семянку, грязновато-белых или белых волосков.

## Распространение и экология
В России встречается на Кольском полуострове — в ельниках, березняках, в лощинах, на ключевых болотах, по берегам ручьев.

## Значение и применение
По наблюдениям О. И. Семёнова-Тян-Шанского в Лапландском заповеднике верхушки растения поедаются европейским лосём (Alces alces Linnaeus).